# آلفرد کلکلی
آلفرد کلکلی (انگلیسی: Alfred Chalkley; ۱۶ اوت ۱۹۰۴ – ۱۱ ژوئن ۱۹۷۱) بازیکن فوتبال اهل انگلستان بود.
از باشگاه‌هایی که در آن بازی کرده‌است می‌توان به باشگاه فوتبال وستهام یونایتد اشاره کرد.
وی همچنین در تیم ملی فوتبال England Boys بازی کرده‌است.